# Hendrik van den Eijnde
Hendrik Albertus van den Eijnde (van den Eynde) (Haarlem, 29 november 1869 – aldaar, 1 februari 1939) was een Nederlandse beeldhouwer, meubelontwerper, graficus en tekenaar.

## Leven en werk
Hendrik van den Eijnde was aanvankelijk als lijstenmaker werkzaam en ontving tekenlessen van de beeldhouwer Franciscus Leonardus Stracké (1849-1919) op wiens atelier hij enige jaren werkzaam was. Hij ontwikkelde zich verder in de praktijk en door vrije studie en werd daarbij vanaf 1902 gesteund door Bart van Hove. In 1903 richtte hij samen met Henri Boot, Jan Bronner, Walter van Diedenhoven, Ko Doncker en Ben Kamp de Haarlemse Kunstkring op.
Van den Eijnde gaf leiding aan het beeldhouwersatelier met Hildo Krop, Anton Rädecker en Joop van Lunteren bij de versiering met beelden van het Scheepvaarthuis in Amsterdam, dat in 1916 werd voltooid. Dit atelier gaf een grote impuls aan het opleven van de steenbeeldhouwkunst, waar het steenhakken weer kon worden geleerd. Het meeste werk loopt parallel met de bloeitijd van de Amsterdamse School. Hij startte in 1917 een eigen atelier en was van 1917 tot 1923 bouwbeeldhouwer bij de Rijksgebouwendienst. Van den Eijnde woonde in Haarlem en Heemstede en was daar tot 1922 werkzaam. Hij was actief als beeldhouwer van monumenten en gevelversieringen aan woonhuizen en bedrijfsgebouwen.

## Werken (selectie)
- Lieven de Key en Frans Hals, Grote Houtbrug, Haarlem
- Vier wereldzeeën (1916), entreebeelden van porfier en terracotta, Scheepvaarthuis, Amsterdam
- Troelstranaald (1920), Kastanjestraat, Haarlem
- Beeldhouwwerk entree van zendgebouw A van Radio Kootwijk (1922)
- Ingangssculpturen (1924), Iepenlaan, Bloemendaal
- Beelden en ornamenten (1924), Hoofdpostkantoor Neude, Utrecht
- Leeuwen (1925), later toegevoegd aan het Hoofdpostkantoor, Utrecht
- Coen, Daendels en Van Heutsz (1925), Nederlandsche Handel-Maatschappij, gebouw De Bazel, Vijzelstraat, Amsterdam
- Holland-monument (1926), Battery Park, New York
- Beeldhouwwerk (1926), Magazijn de Bijenkorf, Den Haag
- De Overpeinzing (1926), beeldhouwwerk Tweede columbarium, Crematorium Westerveld
- Bijdrage aan de Marisbrug, Heemstede
- Gevelsteen (1930), De Bijenkorf (Rotterdam), thans in Woerden
- Spelend leren (1930), Julianaplein, Heemstede
- Pelikaannest (1932), reliëf (deel van oorspronkelijk zeven reliëfs (getiteld Levensgang) die werden ontworpen voor een inmiddels gesloopt kantoorgebouw van Verzekeringsmaatschappij OLVEH in Den Haag), Laan van Rozenburg, Heemstede
- Intocht van Sint Servaas en andere reliëfs (1932), afkomstig van de pylonen van de oorspronkelijke Wilhelminabrug, Maastricht
- De bron (1936), Bronsteebrug, Heemstede
- Gedenkteken Wilhelmina, (1939), op de plaats waar nu het Vrijheidsbeeld staat in Heemstede (in 1941 werd het gedenkteken gesloopt door de bezettingsmacht)

## Fotogalerij

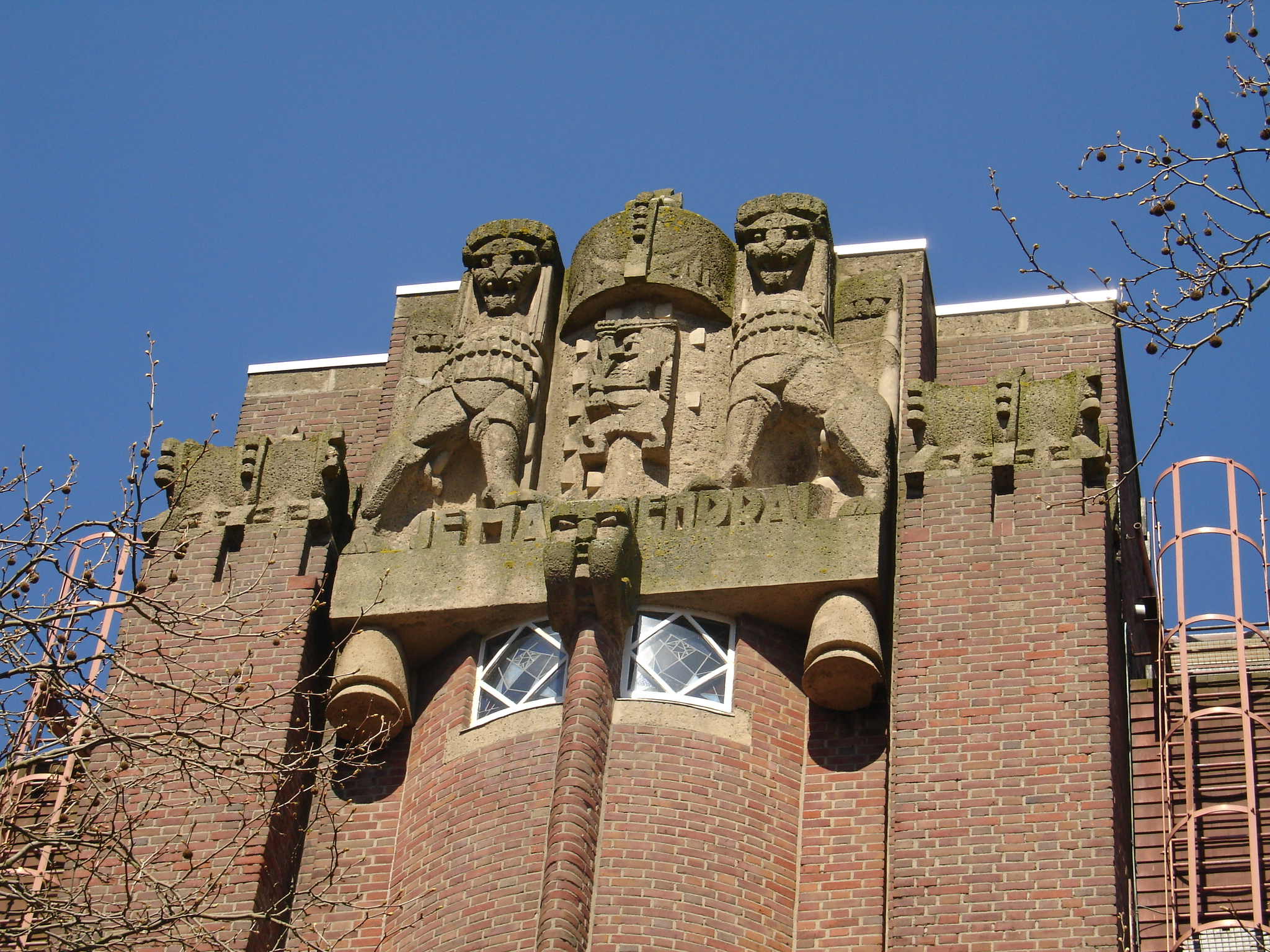
Leeuwen (1919-1920) op het voormalige Hoofdpostkantoor, Haarlem
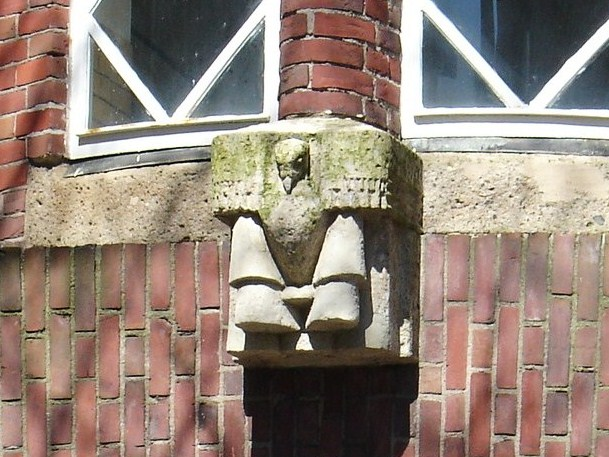
Duif (1919-1920) boven de ingang van het voormalige Hoofdpostkantoor, Haarlem
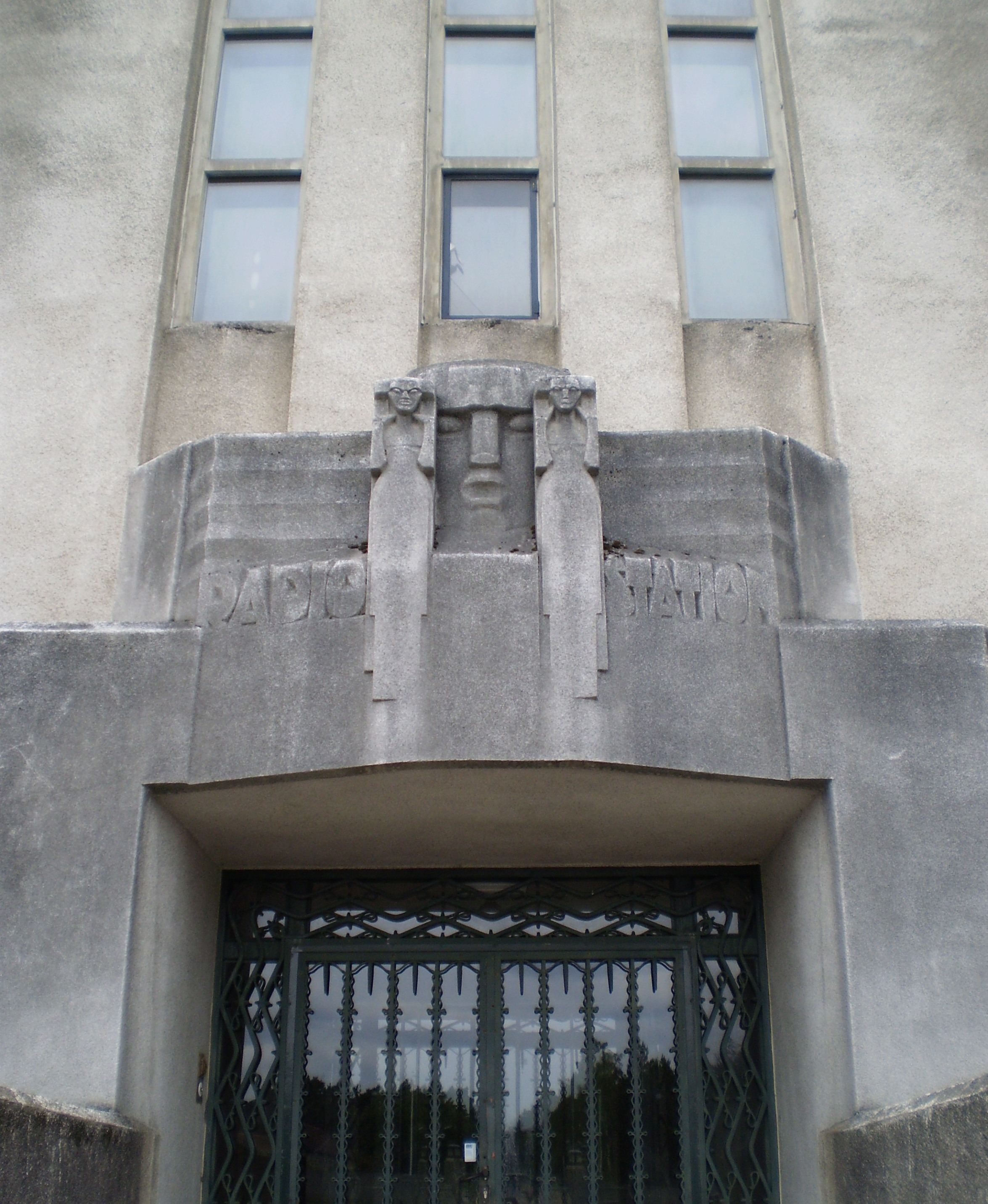
Reliëf (1922) boven ingang gebouw A van Radio Kootwijk
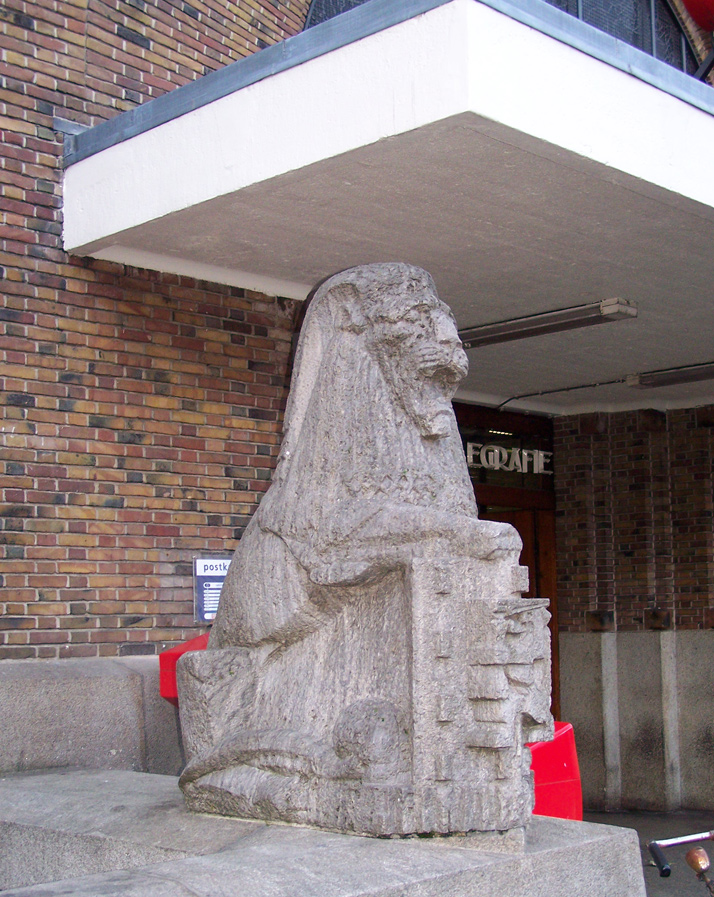
Leeuw (1925) Hoofdpostkantoor Neude, Utrecht
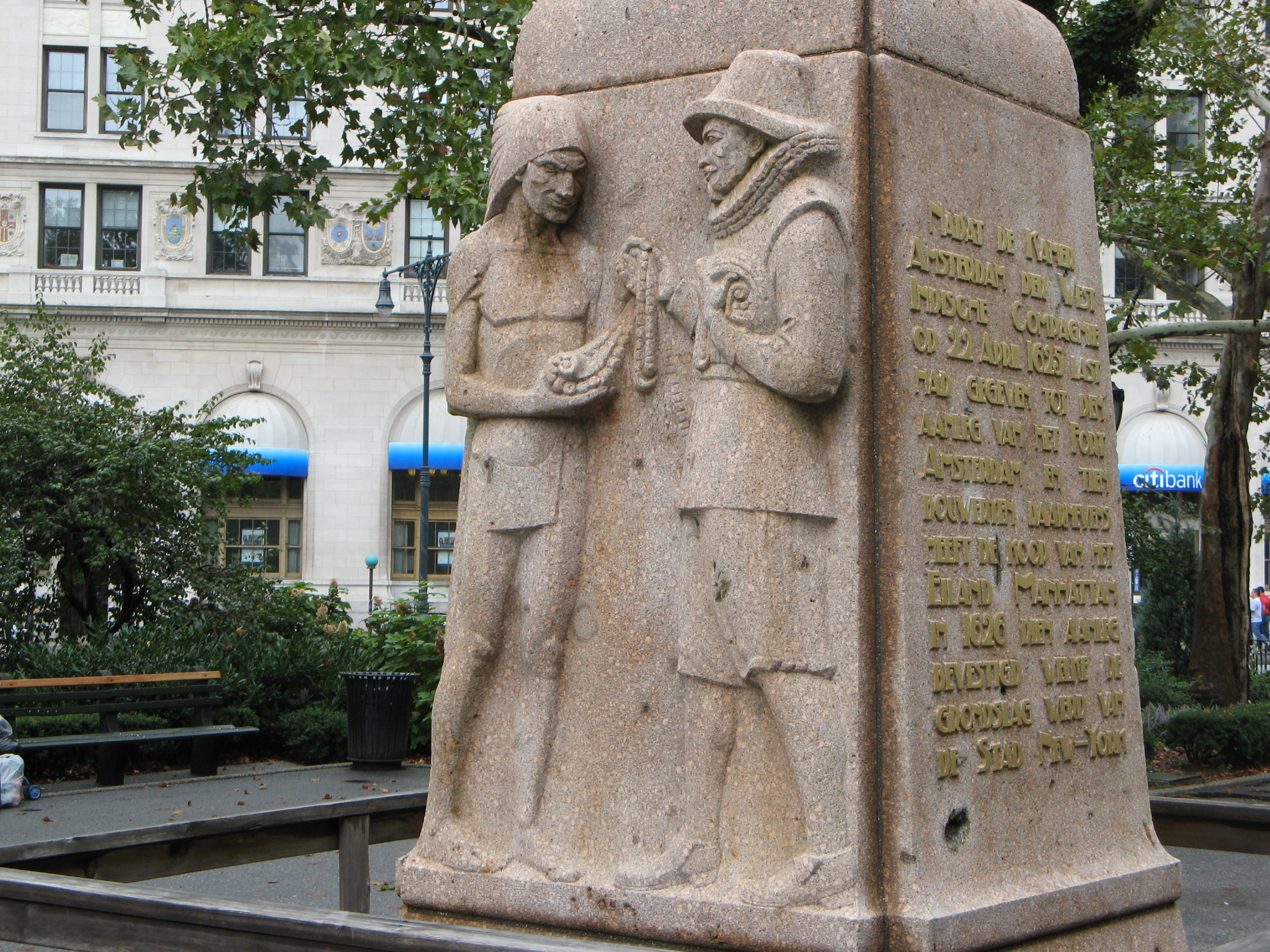
Holland-monument (1926), New York
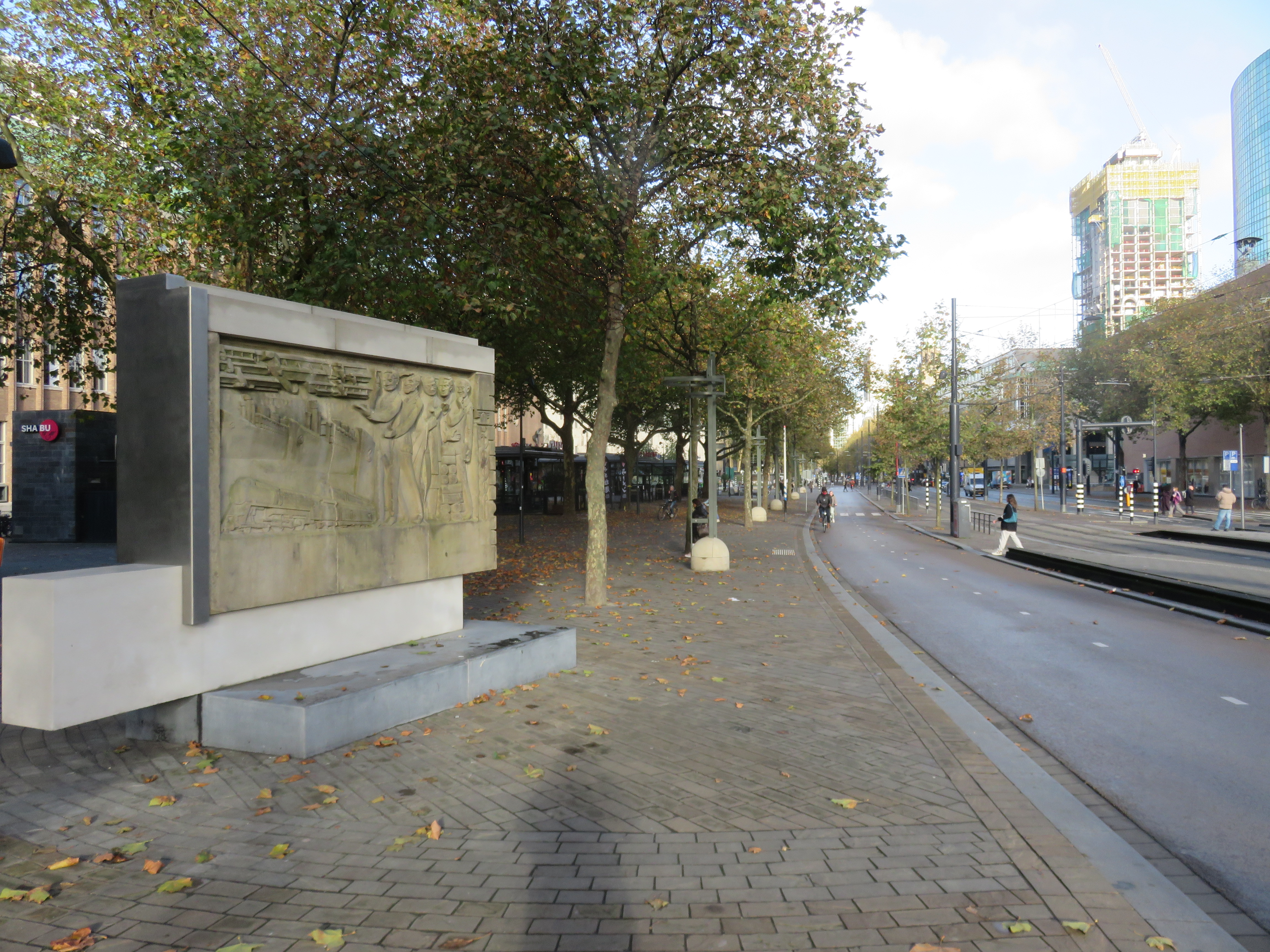
Bijenkorfsteen (1930) op Coolsingel, Rotterdam
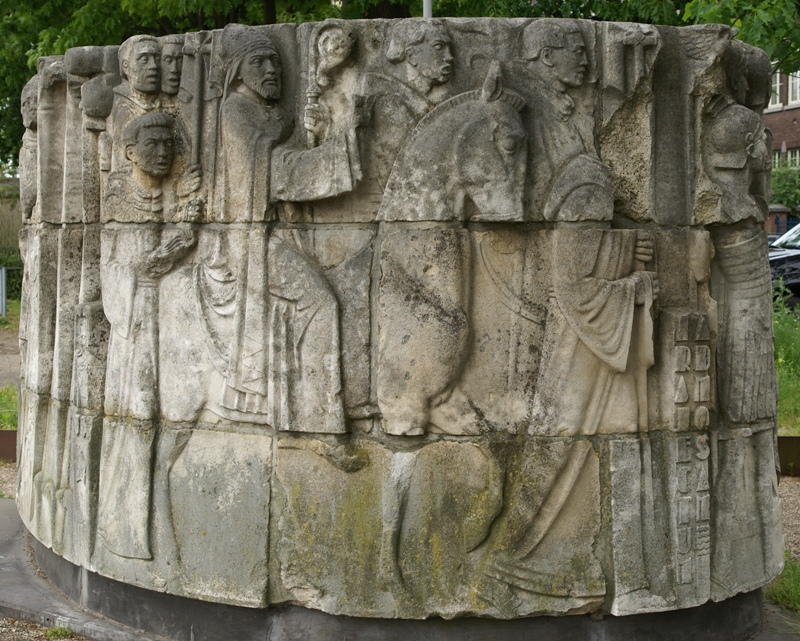
Intocht van Sint Servaas (1932), Maastricht
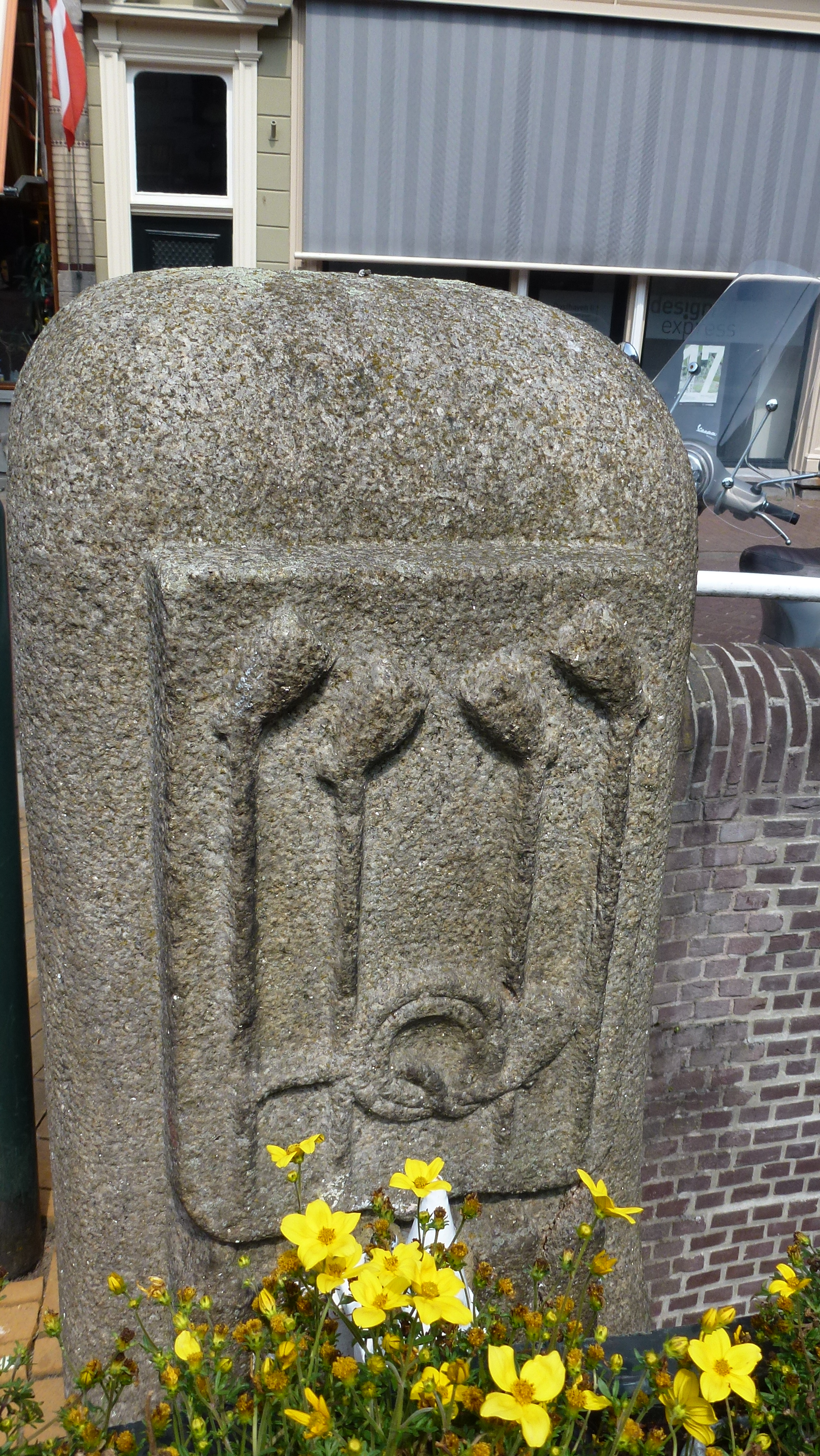
Goudse St. Jansbrug, vier Goudse pijpen in Belgisch graniet
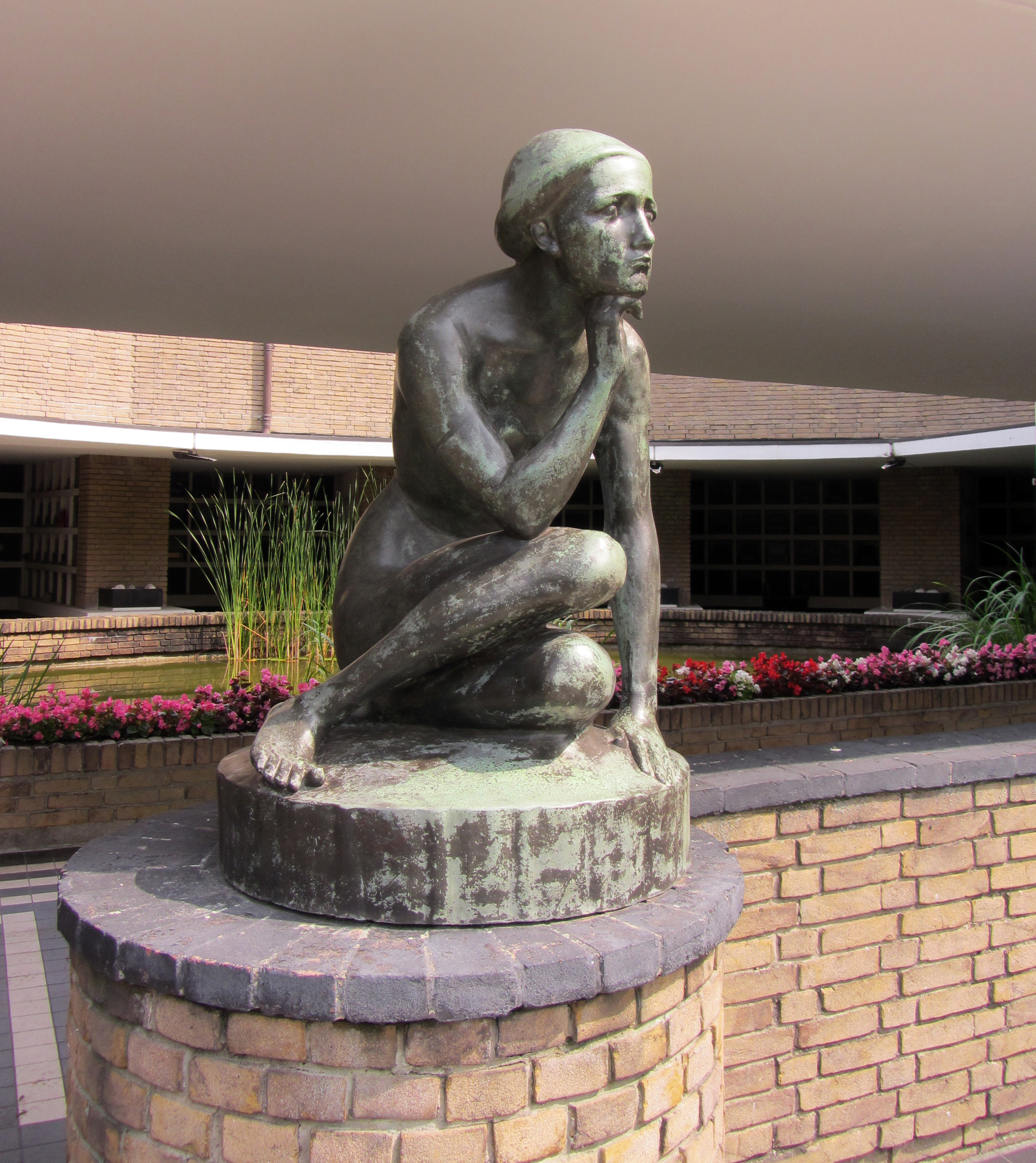
De Overpeinzing. Tweede columbarium, Crematorium Westerveld